# Brachythele anomala
Brachythele anomala Schenkel, 1950 è un ragno appartenente alla famiglia Nemesiidae.

## Distribuzione
La specie è stata reperita negli USA.

## Tassonomia
Al 2013 non sono note sottospecie e dal 1950 non sono stati esaminati nuovi esemplari.